# 鲁道夫·塞尔金
鲁道夫·塞尔金（德語：Rudolf Serkin，1903年3月28日—1991年5月8日），波希米亞裔（當時稱奧匈帝國，今稱捷克）美籍钢琴家。

## 生平
幼年于奥地利學習的钢琴家，17歲開始演奏家生涯，結識德國小提琴家阿道夫‧布許，加入布許四重奏團演出，並與布許一家人共同生活。1935年娶布許的女兒Irene為妻。1939年起與布許一家人為避納粹移居美国。曾擔任柯蒂斯音樂學院院長多年，是最优秀的古典音乐（特别是莫扎特，贝多芬，舒伯特和勃拉姆斯的作品）的演绎者。

## 獲獎與榮譽
- 1963年，总统自由勋章
- 1978年，Ernst von Siemens Music Prize
- 1981年，肯尼迪中心荣誉奖
- 1984年，格莱美最佳室内乐奖[1]
- 1988年，National Medal of Arts

## 作品節選

### 商業錄音
- (CD). 20世紀偉大鋼琴家（英语：Great Pianists of the 20th Century） 90. Philips Classics. 1999. 456 964-2.
- Abbado, Claudio.  (CD). Deutsche Grammophon. 400 068-2.
- Abbado, Claudio.  (CD). Deutsche Grammophon. 410 068-2.
- Abbado, Claudio.  (CD). Deutsche Grammophon. 415 206-2.
- Abbado, Claudio.  (CD). Deutsche Grammophon. 423 062-2.